# Hande Yener
Hande Yener est une chanteuse de pop turque née le 12 janvier 1973 à Istanbul, en Turquie.

## Biographie
En 1992, Hande rencontre Hülya Avşar, qui lui arrange un rendez-vous avec Sezen Aksu. Hande devient alors son assistante pour son album Deli Kızın Türküsü (Chant populaire d'une fille folle). Grâce à cette collaboration, Hande Yener a pu faire ses premiers pas dans le monde de la musique, et connaître ensuite un grand succès.
Hande Yener a introduit au cours des dix dernières années différents styles sur la scène musicale turque et son image suit également une évolution constante, créant l'événement à chaque nouvel album.
Hande Yener est également l'une des seules chanteuses turques à ouvertement militer pour les droits LGBT, participant même à la Gay Pride, très mal vue par le gouvernement turc et par une grande majorité de la population.

## Discographie
- Senden İbaret (2000)
- Sen Yoluna... Ben Yoluma... (2002)
- Aşk Kadın Ruhundan Anlamıyor (2004)
- Apayrı (2006)
- Nasıl Delirdim? (2007)
- Hipnoz (2008)
- Hayrola? (2009)
- Hande'ye Neler Oluyor? (2010)
- Teşekkürler (2011)
- Kraliçe (2012)
- Mükemmel (2014)
- Hepsi Hit (2016)

 (octobre 2017).
- Senden İbaret (Tout sur toi) (2000)

1. Yalanın Batsın
2. Bunun Adı Ayrılık ("Ceci s'appelle une rupture")
3. Güvenemiyorum ("Je ne sais pas faire confiance")
4. Yoksa Mani
5. Haykırdım Seni
6. Senden İbaret ("Tout sur toi")
7. Anlamadın Ki ("Tu n'as pas compris")
8. Bitmesin Bu Rüya("Que ce rêve ne se termine pas")
9. Yalanın Batsın - Version 2
10. Güvenemiyorum (Remix)

- Extra (Extra) (2001)

1. Sürünüyorum ("Je rampe")
2. Yalanın Batsın
3. Senden İbaret ("Tout sur toi")
4. Güvenemiyorum ("Je ne sais pas faire confiance")
5. Bitmesin Bu Rüya ("Que ce rêve ne se termine pas")
6. Yalanın Batsın (Club Mix)
7. Sürünüyorum (Club Mix)

- Sen Yoluna... Ben Yoluma...  ("Suis ton chemin... Je suis le mien...") (2002)

1. Şansın Bol Olsun ("Bonne chance")
2. Duyduk Duymadık Demeyin
3. Sen Yoluna... Ben Yoluma... ("Suis ton chemin... Je suis le mien...")
4. Yanmışız
5. Üzgünüm O Kadın Ben Değilim (Ü.O.K.B.)
6. Küs ("Blessée")
7. Evlilik Sandalı
8. Elin Diline Sakız Ederim ("J'irais le dire à tout le monde")
9. Sözün Söz müdür ("Est-ce que ta parole est tienne?")
10. Hadi Geçmiş Olsun
11. Mendil ("Mouchoir")
12. 32 Kısım
13. Bakarım Keyfime
14. Bana Olanlar ("Ce qui m'est arrivé")
15. Kazanamadık ("On ne pouvait pas gagner")
16. Sen yoluna... Ben Yoluma... (Dance Version)
17. Duyduk Duymadık Demeyin (Alaturka)
18. Yanmışız (Ud Version)
19. Yanmışız (Greko-Latin)

- Aşk Kadın Ruhundan Anlamıyor (L'amour ne comprend pas l'âme des femmes) (2004)

"Kırmızı" a obtenu plusieurs équivalents des victoires de la musique turques, et a permis à Hande de dépasser les frontières de la Turquie grâce à des titres comme "Acele Etme" ou "Bu Yüzden".
1. Kırmızı ("Rouge")
2. Bedenim Senin Oldu ("Mon corps fut le tiens")
3. Bir İz Gerek("Il faut une trace")
4. Acele Etme ("Ne te dépêche pas")
5. Bu Yüzden ("C'est pourquoi")
6. 24 Saat ("24 heures")
7. Armağan (Cadeau)
8. Hoşgeldiniz ("Bienvenue")
9. Yanındaki Var Ya ("Tu vois celui à côté de toi?")
10. Acısı Çıkıyor
11. Savaş Sonrası ("Après la guerre")
12. Bence Mutluyduk (Selon moi c'était le bonheur)
13. Aşk Kadın Ruhundan Anlamıyor (L'amour ne comprend pas l'âme des femmes)
14. Savaş Sonrası (CD Extra Version)
15. 24 Saat (CD Extra Version)

Album disque de diamant en Turquie.
- Apayrı (Totalement différent) (2006)

Avec cet album, Hande a encore voulu améliorer et raffiner son style musical, lui donnant un style plus européen. Elle abandonna sa crinière blonde pour une chevelure brune, et les trois premiers extraits de l'album "Apayrı" ("Kelepçe", "Aşkın Ateşi", et "Kim Bilebilir Aşkı") ont tout simplement été des hits à travers la Turquie.
1. Yola Devam ("Poursuis ta route")
2. Apayrı ("Totalement différent")
3. Nasıl Zor Şimdi ("Comme c'est dur maintenant")
4. Kelepçe (Club Version) ("Menottes")
5. Kim Bilebilir Aşkı ("Qui peut savoir ce qu'est l'amour")
6. Bugün Sevgililer Günü (C'est la Saint Valentin aujourd'hui")
7. Şefkat Gibi ("Comme de la tendresse")
8. Aşkın Ateşi ("Le feu de l'amour")
9. Kanat ("Ailes")
10. Unut ("Oublie")
11. Düş Bozumu ("Cassage de rêves")
12. Sakin Olmalıyım (Je dois être calme)
13. Sorma ("Ne questionne pas")
14. Kelepçe (Clip Version)
15. İnsanlar Çok ("Tant de personnes")

Album disque d'or en Turquie.
- Hande Maxi (2006)

Les paroles de Heey Çocuk sont écrites par Hande Yener.
1. Biraz Özgürlük ("Un peu d'indépendance")
2. Deri Eldiven ("Gant de cuir")
3. Heey Çocuk ("Heey Gamin")
4. Kelepçe (Remix)
5. Kim Bilebilir Aşkı (Remix)
6. Yola Devam (Remix)

- Nasıl Delirdim ? (Comment suis-je devenue folle?) (2007)

Kibir (qui est le premier extrait de cet album qui a connu un grand succès) est signé Sezen Aksu, tout comme les paroles de Yalan Olmasın. Certaines chansons sont écrites par Hande Yener, et presque toutes les musiques sont d'Erol Temizel.
Ce premier extrait, dans un style electro-dance révélateur du reste de l'album a été le grand succès de l'été 2007 en Turquie. L'album a été réédité avec 4 couvertures différentes. Il raconte à travers ses chansons les tristesses d'une femme au cours de la relation amoureuse, et ses différents stades (folie, arrogance, paranoïa...).
1. Kibir (Yanmam Lazım) ("Arrogance (Je dois brûler)")
2. Ne Yaparsın ("Qu'est ce que tu ferais?")
3. Yalan Olmasın ("Qu'il ne s'agisse pas d'un mensonge")
4. Romeo ("Roméo")
5. Fırtına ("Tempête")
6. Şu An Erken ("Il est trop tôt")
7. Paranoya ("Paranoïa")
8. Nasıl Delirdim? ("Comment suis-je devenue folle?")
9. Kurtar Beni ("Sauve moi")
10. Kötülük ("Méchanceté")
11. Sen Anla ("Toi, comprends")
12. Aşkın Gücü ("Le pouvoir de l'amour")
13. Naciye ("Naciye") (il s'agit d'un prénom féminin)
14. Seni Sevi... Yorumlar Yok ("Il n'y a plus de je t'aime")
15. Kibir Remix (CD Bonus Track)

Album disque d'or en Turquie.
- Hipnoz (Hypnose) (2008)

Toutes les paroles des chansons de cet album ont été écrites par Hande Yener (sauf İyi Günler et Kumar qui ont été écrites par Harun Tekin). Les musiques sont elles signées Erol Temizel.
Le clip du premier single, Hipnoz, a été réalisé par Kemal Doğulu.
Pour cet album, elle se teint les cheveux en rose.
1. Hipnoz ("Hypnose")
2. İyi Günler (Bonjour)
3. Pinokyo (Pinocchio)
4. Kumar (Putlar) (Jeu de hasard (Les idoles))
5. Sanma (Ne crois pas)
6. Yarasa ("La Chauve-Souris")
7. Yaban Gülü (Rose sauvage)
8. Burdayım (feat. Erol Temizel) (Je suis là)
9. Gece Gündüz (Nuit Jour)
10. İp (La corde)

- Hayrola? (Qu'est-ce qu'il y a?) (2009)

Moins d'un an après la sortie d'Hipnoz, Hande enchaîne avec un nouvel album, aux o qui était d'ailleurs très attendu, et qui est sorti le 6 avril. Une fois encore, elle change sa couleur de cheveux, et redevient brune...
1. Hayrola (Qu'est-ce qui se passe ?)
2. Arsız (feat. Teoman) (Effronté)
3. Ok Yay (Flèche Arc)
4. Deliler (Les fous)
5. Senden Uzakta (Loin de toi)
6. Narsist ("Narciste")
7. Ne Rüyası? (feat. Ali Seval) ("Quel rêve?")
8. Siz (Vous)
9. Sarhoş Dünya (Monde Ivre)
10. En Uzun Gece (La plus longue nuit)

- Hande'ye neler oluyor? (Qu'est ce qu'il arrive à Hande?) (2010)

Presque un an jour pour jour après la sortie de Hayrola (ce nouvel album est sorti le 1er avril 2010), Hande sort un nouvel album, toujours aussi attentu. Il devait originellement sortir le 18 mars, mais a été repoussé pour que l'on y rajouter quelques chansons.
Comme à la coutume, Hande change sa couleur de cheveux, et redevient blonde.
Les photos de promotion de l'album ont été prises par son ami Kemal Doğulu.
Dans ce nouvel album, Hande laisse un peu tomber l'électro et revient à des sons plus pop (toutes les paroles et musiques sont de Sinan Akçıl).
Le premier clip de l'album est un clip des chansons Sopa et Yasak Aşk, et est sorti le 14 avril, soit deux semaines après la sortie de l'album.
Le dernier week-end d'avril étaient tournées à Bodrum les scènes du deuxième clip, celui de la chanson Bodrum. Sa sortie est prévue courant juin.
1. Yasak Aşk (L'amour interdit)
2. Bodrum (Bodrum - ville de la côte Ouest de Turquie)
3. Çöp (Poubelle)
4. Sopa (Bâton)
5. Bi Gideni Mi Var ? ("Est-ce qu'un de nous part?")
6. Kal Kal (Reste, reste)
7. Boşa Ağlayan Kız (La fille qui pleure pour rien)
8. Kalpsiz (Sans cœur)
9. Neden Ayrıldık (Pourquoi nous sommes nous séparés)
10. Ben Kimim (Qui suis-je)
11. Böyle Olacak (Ca sera comme ça)
12. Yasak Aşk (Remix)
13. Sopa  (Dans Remix)
14. Sopa  (Club Remix)

- Hande'yle yaz bitmez (Avec Hande, l'été ne se termine jamais) (2010)

À la suite du succès des singles de son album Hande'ye neler oluyor?, Hande Yener sort un disque de remixes à la fin de l'été, avec tout de même une nouvelle chanson : Uzaylı. Encore une fois, les musiques (et les paroles de la nouvelle chanson) sont signées par Sinan Akçıl.
1. Uzaylı (Extra-terrestre)
2. Uzaylı (Dance Remix)
3. Yasak Aşk (Club Remix)
4. Bodrum (Latin Remix)
5. Sopa (Club Remix)
6. Çöp (Club Remix)
7. Sopa (Akustik)
8. Bi Gideni Mi Var (Remix)
9. Bodrum (Club Remix)
10. Sopa (Chill Out Mix)
11. Uzaylı (Club Remix)

- Teşekkürler (Merci) (2011)

Toutes les paroles et les musiques de l'album sont composées par Sinan Akçıl. 
Hande retrouve ses cheveux bruns, et retourne à des sons plus pop.
1. Unutulmuyor (Ca ne s'oublie pas)
2. Havaalanı (Aéroport)
3. Ben Yokum (Je ne suis pas là)
4. Teşekkürler (feat. Sinan Akçıl) (Merci)
5. Aşkın Dili (Nonazayi) (La langue de l'amour)
6. Dön Bana (Reviens-moi)
7. Kalbine Bulutluyum (Je suis ennuagé pour ton cœur)
8. Keşke (Si seulement)
9. Böyle Biriyim (Je suis qqn comme ça)
10. Aşk Müziği (Musique d'amour)
11. Bana Anlat (Explique-moi)
12. Vakti Yok (Il n'y a pas de temps)

- Kraliçe (Reine) (2012)

1. Intro (Intro)
2. Görevimiz Aşk (Notre mission: l'amour)
3. Hasta (Malade)
4. Kraliçe (Reine)
5. Bir Bela
6. Bir Şey Var (Il y a quelque chose)
7. An Meselesi (Une question de temps)
8. Sana Söylüyorum (C'est à toi que je parles)
9. Tribe Gir (Entre en transe)
10. Hasta (DJ Pantelis Remix)
11. Kraliçe (DJ Pantelis Remix)
12. Hasta (Mert Hakan Remix)

## Vidéoclips
- Yalanın Batsın
- Bunun Adı Ayrılık
- Yoksa Mani
- Sen Yoluna... Ben Yoluma...
- Şansın Bol Olsun
- Evlilik Sandalı
- Acele Etme
- Kırmızı
- Armağan
- Hoşgeldiniz
- Bu Yüzden
- Kelepçe
- Aşkın Ateşi
- Kim Bilebilir Aşkı
- Biraz Özgürlük
- Kibir
- Romeo
- Bir Yerde (ft. Kemal Doğulu)
- Yalan Olmasın
- Hipnoz
- Hayrola?
- Sopa & Yasak Aşk
- Bodrum
- Uzaylı
- Çöp
- Atma (ft. Sinan Akçıl)
- Bana Anlat
- Unutulmuyor
- Teşekkürler (feat. Sinan Akçıl)

## Productions
- Pour Harun Kolçak : Aşk Beni Hep Değiştirecek en 2007
- Pour Kemal Doğulu : Bir yerde en 2008

## Divers
- On dit d'elle qu'elle est la Madonna Turque.
- Kemal Doğulu, qu'elle a très largement aidé à commencer sa carrière, n'est autre que le frère de Kadir Doğulu, le fiancé d'Hande. Kadir et Kemal sont eux-mêmes les cousins de Kenan Doğulu, un autre chanteur turc.
- 2011 : deux duos avec Sinan Akçıl : Atma et Söndürülmez İstanbul.
- 2012 : duo avec le groupe Seksendört : Rüya.
- 2012 : Kaderimin Oyunu sur l'album "Orhan Gencebay ile Bir Ömür" (Une vie avec Orhan Gencebay)

## Sources
1 : Hande Yener, Sopa